# 菲墨

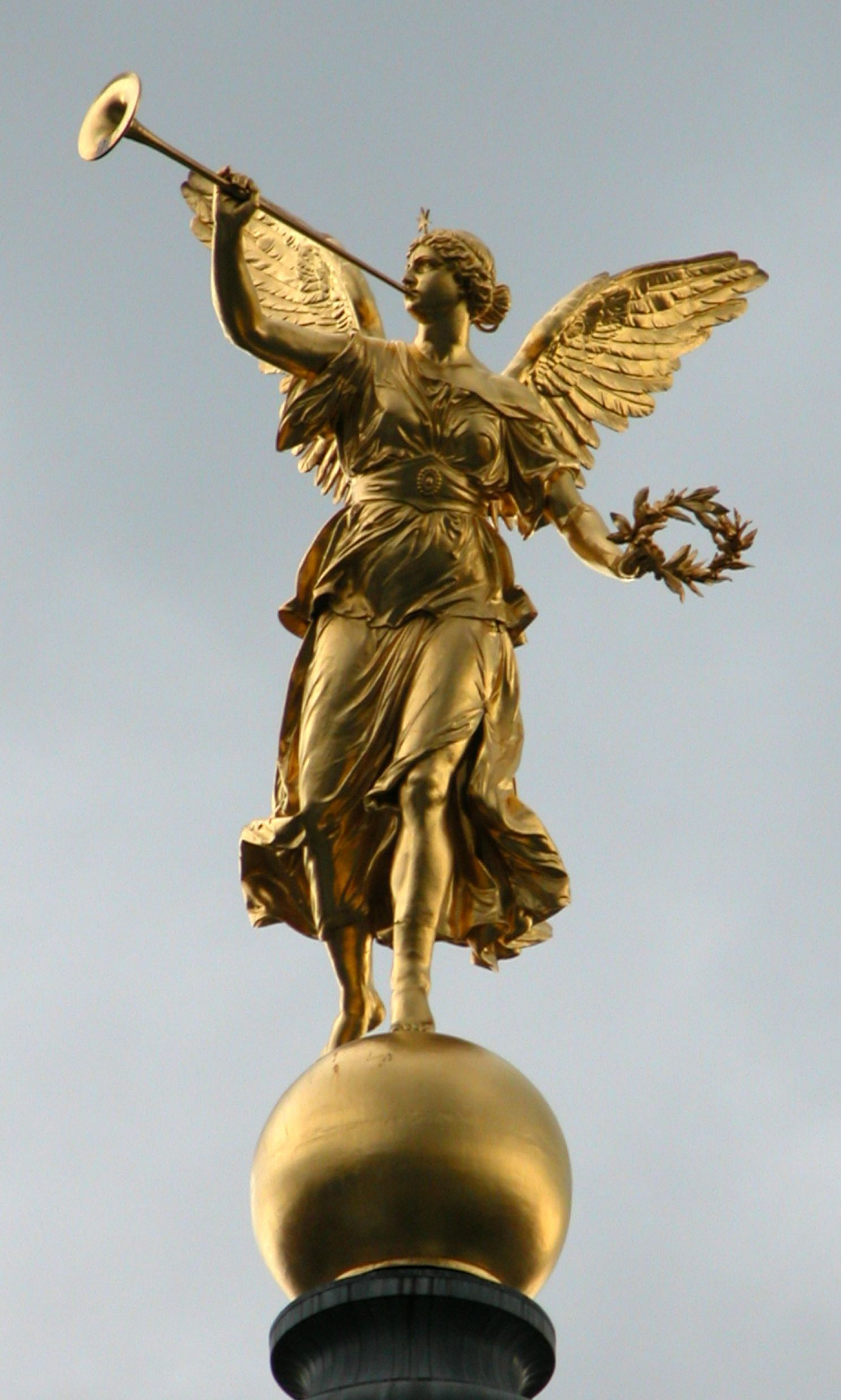
德累斯顿视觉艺术大学 屋顶上的 Pheme/Fama 雕塑，. 雕塑师： Robert Henze

在希腊神话中， 菲墨 (//Pheme FAY-may； 希腊语: Φήμη，相当于罗马文字：Fama)，也被称为 Ossa。她是名誉和名声的化身，她为成名而喜悦，她为可耻的谣言愤怒。 她是盖亚或 Elpis（希望之神）的女儿，被描述为「发起并增强了人之间的通信的女人」。她在雅典有一个祭坛。一个巨大的八卦：Pheme 曾刺探凡人和神的事情，然后会复述她听到的事情。一开始只是一句小声的低语，每复述一遍，声音就会越大声，直到每个人都知道。 在艺术作品中，她通常长着翅膀，手持小号。
在罗马神话中，维吉尔（Aeneid IV 第 180 行以下）和其他作者把 Fama（「谣言」）被描述为具有多根舌头、眼睛、耳朵和翅膀的女神。 维吉尔写道，「她的脚在地上，头在云中，她使小事看起来伟大，伟大的事似乎更大。」

## 语言学相关
希腊语 pheme 来自 ϕάναι「to speak」，同时还有着「名誉」「报道」或「谣言」的意思。 拉丁词 fama，用范围相同的含义，和拉丁语 fari （「to speak」）有关，通过法语，这也是现代英文 fame（声誉）的词源。

## 注解
1. ↑  Oxford English Dictionary, 1st Edition, 1891, s.v. 'fame'